# Mercedes Cup
Mercedes Cup är en tennisturnering som spelas årligen i Stuttgart, Tyskland, sedan 1978. Turneringen är en del av kategorin 250 Series på ATP-touren och spelas utomhus på grusbana.

## Resultat

### Singel
| År   | Mästare               | Finalist               | Resultat                      |
| ---- | --------------------- | ---------------------- | ----------------------------- |
| 1978 | Ulrich Pinner         | Kim Warwick            | 6-4, 6-2, 7-6                 |
| 1979 | Tomáš Šmíd            | Ulrich Pinner          | 6-4, 6-0, 6-2                 |
| 1980 | Vitas Gerulaitis      | Wojtek Fibak           | 6-2, 7-5, 6-2                 |
| 1981 | Björn Borg            | Ivan Lendl             | 1-6, 7-6, 6-2, 6-4            |
| 1982 | Ramesh Krishnan       | Sandy Mayer            | 5-7, 6-3, 6-3, 7-6            |
| 1983 | José Higueras         | Heinz Günthardt        | 6-1, 6-1, 7-6                 |
| 1984 | Henri Leconte         | Gene Mayer             | 7-6, 6-0, 1-6, 6-1            |
| 1985 | Ivan Lendl            | Brad Gilbert           | 6-4, 6-0                      |
| 1986 | Martín Jaite          | Jonas Svensson         | 7-5, 6-2                      |
| 1987 | Miloslav Mečíř        | Jan Gunnarsson         | 6-0, 6-2                      |
| 1988 | Andre Agassi          | Andrés Gómez           | 6-4, 6-2                      |
| 1989 | Martín Jaite          | Goran Prpić            | 6-3, 6-2                      |
| 1990 | Goran Ivanišević      | Guillermo Pérez-Roldán | 6-7, 6-1, 6-4, 7-6            |
| 1991 | Michael Stich         | Alberto Mancini        | 1-6, 7-6(9), 6-4, 6-2         |
| 1992 | Andrei Medvedev       | Wayne Ferreira         | 6-1, 6-4, 6-7(5), 2-6, 6-1    |
| 1993 | Magnus Gustafsson     | Michael Stich          | 6-3, 6-4, 3-6, 4-6, 6-4       |
| 1994 | Alberto Berasategui   | Andrea Gaudenzi        | 7-5, 6-3, 7-6(5)              |
| 1995 | Thomas Muster         | Jan Apell              | 6-2, 6-2                      |
| 1996 | Thomas Muster         | Jevgenij Kafelnikov    | 6-2, 6-2, 6-4                 |
| 1997 | Álex Corretja         | Karol Kučera           | 6-2, 7-5                      |
| 1998 | Gustavo Kuerten       | Karol Kučera           | 4-6, 6-2, 6-4                 |
| 1999 | Magnus Norman         | Tommy Haas             | 6-7(6), 4-6, 7-6(7), 6-0, 6-3 |
| 2000 | Franco Squillari      | Gastón Gaudio          | 6-2, 3-6, 4-6, 6-4, 6-2       |
| 2001 | Gustavo Kuerten       | Guillermo Cañas        | 6-3, 6-2, 6-4                 |
| 2002 | Michail Juzjnyj       | Guillermo Cañas        | 6-3, 3-6, 3-6, 6-4, 6-4       |
| 2003 | Guillermo Coria       | Tommy Robredo          | 6-2, 6-2, 6-1                 |
| 2004 | Guillermo Cañas       | Gastón Gaudio          | 5-7, 6-2, 6-0, 1-6, 6-3       |
| 2005 | Rafael Nadal          | Gastón Gaudio          | 6-3, 6-3, 6-4                 |
| 2006 | David Ferrer          | José Acasuso           | 6-4, 3-6, 6-7(3), 7-5, 6-4    |
| 2007 | Rafael Nadal          | Stanislas Wawrinka     | 6-4, 7-5                      |
| 2008 | Juan Martín del Potro | Richard Gasquet        | 6-4, 7-5                      |
| 2009 | Jérémy Chardy         | Victor Hănescu         | 1-6, 6-3, 6-4                 |
| 2010 | Albert Montañés       | Gaël Monfils           | 6-2, 1-2 (uppgivet)           |
| 2011 | Juan Carlos Ferrero   | Pablo Andújar          | 6-4, 6-0                      |
| 2012 | Janko Tipsarević      | Juan Mónaco            | 6-4, 5-7, 6-3                 |
| 2013 | Fabio Fognini         | Philipp Kohlschreiber  | 5-7, 6-4, 6-4                 |

### Dubbel
| År   | Mästare                                 | Finalister                                 | Resultat           |
| ---- | --------------------------------------- | ------------------------------------------ | ------------------ |
| 1978 | Jan Kodeš / Tomas Smid                  | Carlos Kirmayr / Belus Prajoux             | 6-3, 7-6,          |
| 1979 | Colin Dowdeswell / Frew McMillan        | Wojtek Fibak / Pavel Slozil                | 6-4, 6-2, 2-6, 6-4 |
| 1980 | Colin Dowdeswell / Frew McMillan        | Chris Lewis / John Yuill                   | 6-3, 6-4           |
| 1981 | Peter McNamara / Paul McNamee           | Mark Edmondson / Mike Estep                | 2-6, 6-4, 7-6      |
| 1982 | Mark Edmondson / Brian Teacher          | Andreas Maurer / Wolfgang Popp             | 6-3, 6-1           |
| 1983 | Anand Amritraj / Mike Bauer             | Pavel Slozil / Tomas Smid                  | 4-6, 6-3, 6-2      |
| 1984 | Sandy Mayer / Andreas Maurer            | Fritz Buehning / Ferdi Taygan              | 7-6, 6-4           |
| 1985 | Ivan Lendl / Tomas Smid                 | Andy Kohlberg / Joao Soares                | 3-6, 6-4, 6-2      |
| 1986 | Hans Gildemeister / Andres Gomez        | Mansour Bahrami / Diego Perez              | 6-4, 6-3           |
| 1987 | Rick Leach / Tim Pawsat                 | Mikael Pernfors / Magnus Tideman           | 6-3, 6-4           |
| 1988 | Sergio Casal / Emilio Sanchez           | Anders Järryd / Michael Mortensen          | 4-6, 6-3, 6-4      |
| 1989 | Petr Korda / Tomas Smid                 | Florin Segarceanu / Cyril Suk              | 6-3, 6-4           |
| 1990 | Pieter Aldrich / Danie Visser           | Per Henricsson / Nicklas Utgren            | 6-3, 6-4           |
| 1991 | Wally Masur / Emilio Sanchez            | Omar Camporese / Goran Ivanisevic          | 4-6, 6-3, 6-4      |
| 1992 | Glenn Layendecker / Byron Talbot        | Marc Rosset / Javier Sanchez               | 4-6, 6-3, 6-4      |
| 1993 | Tom Nijssen / Cyril Suk                 | Gary Muller / Piet Norval                  | 7-6, 6-3           |
| 1994 | Scott Melville / Piet Norval            | Jacco Eltingh / Paul Haarhuis              | 7-6, 7-5           |
| 1995 | Tomas Carbonell / Francisco Roig        | Ellis Ferreira / Jan Siemerink             | 3-6, 6-3, 6-4      |
| 1996 | Libor Pimek / Byron Talbot              | Tomas Carbonell / Francisco Roig           | 6-2, 5-7, 6-4      |
| 1997 | Gustavo Kuerten / Fernando Meligeni     | Donald Johnson / Francisco Montana         | 6-4, 6-4           |
| 1998 | Olivier Delaitre / Fabrice Santoro      | Joshua Eagle / Jim Grabb                   | 6-1, 3-6, 6-3      |
| 1999 | Jaime Oncins / Daniel Orsanic           | Aleksandar Kitinov / Jack Waite            | 6-2, 6-1           |
| 2000 | Jiri Novak / David Rikl                 | Lucas Arnold Ker / Donald Johnson          | 5-7, 6-2, 6-3      |
| 2001 | Guillermo Canas / Rainer Schüttler      | Michael Hill / Jeff Tarango                | 4-6, 7-6, 6-4      |
| 2002 | Joshua Eagle / David Rikl               | David Adams / Gaston Etlis                 | 6-3, 6-4           |
| 2003 | Tomas Cibulec / Pavel Vizner            | Jevgenij Kafelnikov / Kevin Ullyett        | 3-6, 6-3, 6-4      |
| 2004 | Jiri Novak / Radek Stepanek             | Simon Aspelin / Todd Perry                 | 6-2, 6-4           |
| 2005 | Jose Acasuso / Sebastien Prieto         | Mariano Hood / Tommy Robredo               | 7-6, 6-3           |
| 2006 | Gaston Gaudio / Max Mirnyj              | Yves Allegro / Robert Lindstedt            | 7-5, 6-7, [12-10]  |
| 2007 | Frantisek Cermak / Leos Friedl          | Guillermo Garcia-Lopez / Fernando Verdasco | 6-4, 6-4           |
| 2008 | Christopher Kas / Philipp Kohlschreiber | Michael Berrer / Mischa Zverev             | 6-3, 6-4           |
| 2010 | František Čermák / Michal Mertiňák      | Victor Hănescu / Horia Tecău               | 7-5, 6-4           |
| 2010 | Carlos Berlocq / Eduardo Schwank        | Christopher Kas / Philipp Petzschner       | 6-3, 6-4           |